# Alice (italienische Sängerin)

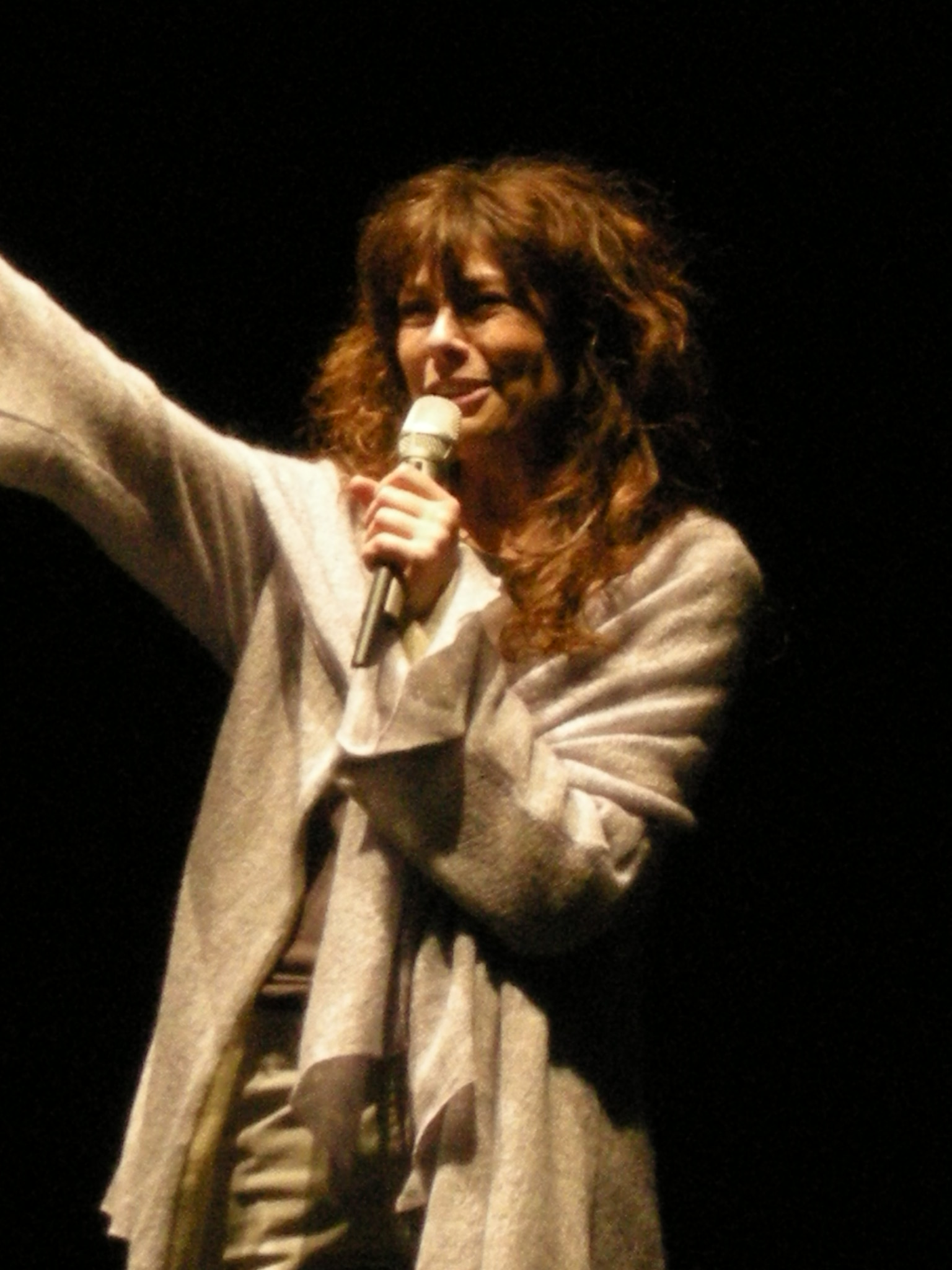
Alice (2009)

Alice ([aˈliːtʃɛ]; * 26. September 1954 als Carla Bissi in Forlì) ist eine italienische Popsängerin. Sie gewann 1981 das Sanremo-Festival mit dem Lied Per Elisa.

## Karriere
Bereits als 17-Jährige brachte Bissi unter ihrem Geburtsnamen ihre ersten Singles heraus, die jedoch erfolglos blieben – genauso wie ihre ersten beiden Alben, La mia poca grande età (1975) und Cosa resta un fiore (1978), für die sie das Pseudonym Alice Visconti benutzte. Erst die Zusammenarbeit mit dem Cantautore Franco Battiato brachte den Durchbruch. Das erste gemeinsame Album Capo Nord (1980) – jetzt als Alice – wurde zu einem kleinen Achtungserfolg. Die daraus ausgekoppelte Single Il vento caldo dell’estate wurde hingegen zum Überraschungshit. Mit Per Elisa gewann sie das Sanremo-Festival 1981, die Single erreichte Platz eins der italienischen Charts und wurde eine halbe Million Mal verkauft. Der Erfolg wiederholte sich in vielen europäischen Ländern (Deutschland, Schweiz, Österreich, Holland, Belgien, Finnland), wo sie zusammen mit Künstlern wie Gianna Nannini, Loretta Goggi und Ricchi e Poveri Teil einer Welle italienischer Pop- und Rockmusik wurde. Es folgten zwei Alben mit angerockter Popmusik, Per Elisa und Azimut, beide von Battiato produziert. Ihr erstes selbstproduziertes Album Falsi allarmi (1983) war weniger erfolgreich als seine Vorgänger. Ihren größten Erfolg in Deutschland hatte sie mit Una notte speciale, das auf der Liste der meistverkauften Singles des Jahres 1982 Platz 8 belegte; es wurde von Tony Holiday auch in einer deutschen Version aufgenommen.
Im Jahr 1984 hatte sie zwei Hitsingles mit Duetten: Zu nah am Feuer mit dem deutschen Sänger Stefan Waggershausen, das in der Schweiz und Österreich Nummer eins der Charts wurde, sowie I treni di Tozeur, eine erneute Zusammenarbeit mit Battiato, mit dem sie beim Eurovision Song Contest 1984 den fünften Platz belegte. 1985 folgte das Album Gioielli rubati („Gestohlene Juwelen“) mit Coverversionen von Battiato-Songs, das sich insbesondere in Frankreich und Deutschland gut verkaufte. Die Single daraus, Prospettiva Nevski, erreichte trotz ihres eigenwilligen Charakters in Italien und Österreich Chartplatzierungen.
Ab 1986 wollte Alice vermehrt eigene Ideen umsetzen, noch introvertierter, persönlicher und mit ungewöhnlichen Tonfolgen. Mit jedem Album kamen neue musikalische Aspekte hinzu. Durch Einflüsse aus Folk, New Age, Hip-Hop, Dance, Electro, Rock und andere Musikrichtungen erweiterte sich ihr Spektrum kontinuierlich. Erstes Ergebnis dieses „neuen künstlerischen Lebens“ war das 1986er Album Park Hotel, auf dem sie u. a. mit Tony Levin und Phil Manzanera zusammenarbeitete. Von diesem Album stammt die melancholische Single Nomadi, die sich in Deutschland sechs Wochen in den Charts hielt, nicht aber in Italien. In dieser Zeit der musikalischen Neuorientierung kippte das Erfolgsverhältnis: Alices Popularität in Deutschland übertraf nun fast jene in Italien, wo ihre Anhängerschaft abzunehmen schien. So wurde sie etwa 1987 mit der „Goldenen Europa“ des Saarländischen Rundfunks ausgezeichnet. Ihr 1987er-Album Elisir mit neuen Versionen ihrer bekannten Titel, erreichte nur noch in Deutschland hintere Chartplätze.

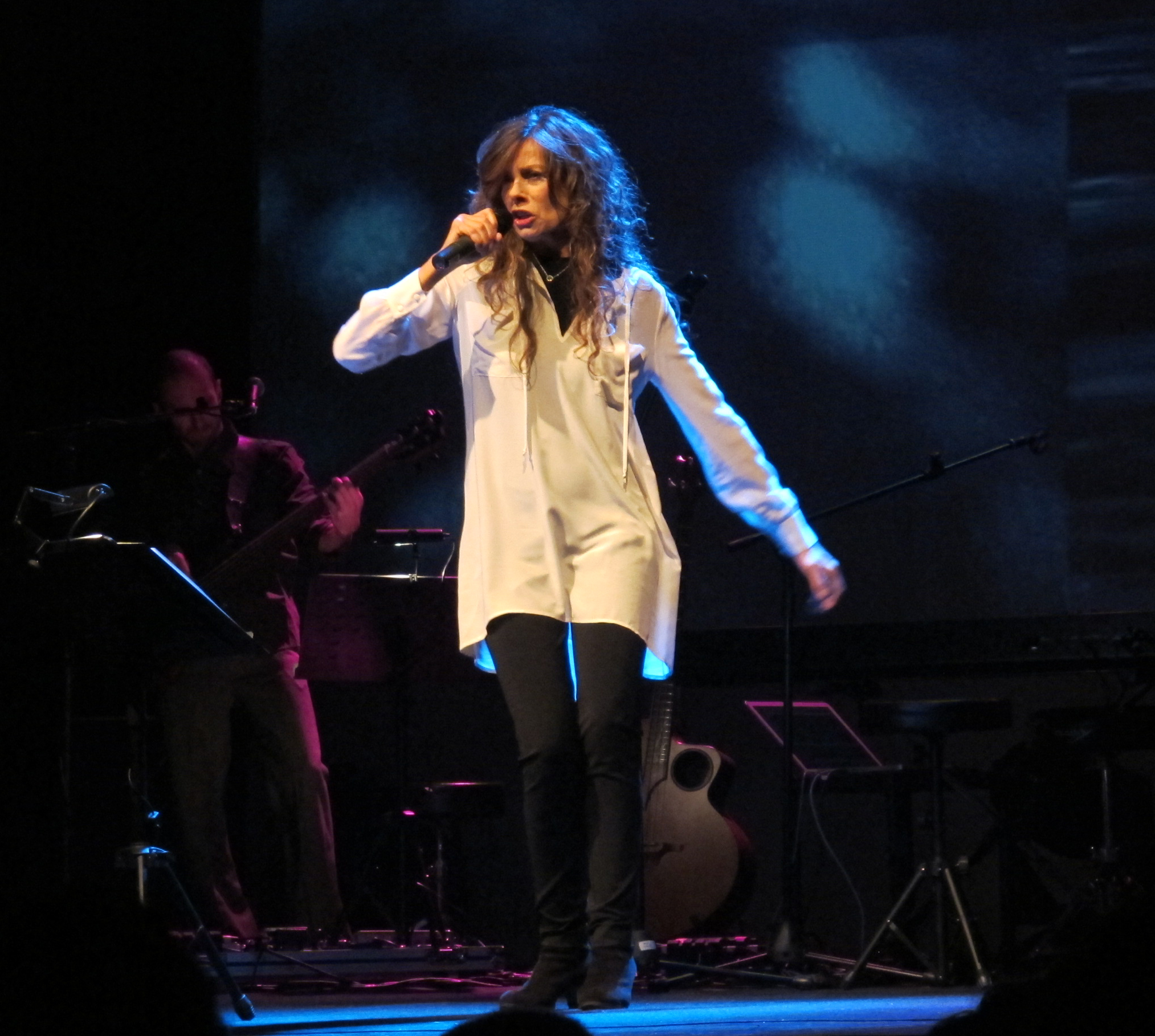
Auftritt 2012 in Florenz

Ab Ende der 1980er Jahre ließ ihr kommerzieller Erfolg nach, ihre Ambitionen dagegen nahmen noch zu. Alben wie Il sole nella pioggia (1989) oder Charade (1995) wurden, obwohl mit deutlichen Einflüssen der jeweils aktuellen Musiktrends versehen und immer noch weltweit veröffentlicht, weithin ignoriert. Auch ihre Mitwirkung an dem experimentellen Ambient-Projekt Devogue fand kein nennenswertes Echo. Im Jahr 2000 nahm Alice nach 19 Jahren erneut am Sanremo-Festival teil, doch das erhoffte kommerzielle Comeback blieb aus. Der Titel Il giorno dell’indipendenza landete auf einem der hinteren Ränge. 2003 kam Viaggio in Italia heraus – eine Art musikalische Reise durch italienische Befindlichkeiten. Mit Songs wie Auschwitz verband sie ernste Themen mit harmonischen Popklängen. Erwähnenswert sind außerdem Ausflüge in anspruchsvolle musikalische Gebiete, etwa als sie Gastspiele mit Pasolini-Texten gab oder in Kirchen spirituelle Lieder aus ihrem Album God Is My DJ sang. Ihre beiden jüngsten Studioalben, Samsara von 2012 und Weekend von 2014, und ihre Live-Alben von 2013 und 2016 verzeichneten in Italien wieder spürbare Resonanz.
Am 25. November 2022 erschien das Album Eri con me. Sedici canzoni di Franco Battiato (Du warst mit bzw. bei mir. Sechzehn Lieder von Franco Battiato), auf dem Alice von dem Streichorchester I Solisti Filarmonici Italiani (Leitung und Klavier: Carlo Guaitoli) begleitet wird.

## Diskografie

### Studioalben
| Jahr | Titel Musiklabel           | Höchstplatzierung, Gesamtwochen, AuszeichnungChartplatzierungen (Jahr, Titel, Musiklabel, Platzierungen, Wochen, Auszeichnungen, Anmerkungen) | Höchstplatzierung, Gesamtwochen, AuszeichnungChartplatzierungen (Jahr, Titel, Musiklabel, Platzierungen, Wochen, Auszeichnungen, Anmerkungen) | Höchstplatzierung, Gesamtwochen, AuszeichnungChartplatzierungen (Jahr, Titel, Musiklabel, Platzierungen, Wochen, Auszeichnungen, Anmerkungen) | Höchstplatzierung, Gesamtwochen, AuszeichnungChartplatzierungen (Jahr, Titel, Musiklabel, Platzierungen, Wochen, Auszeichnungen, Anmerkungen) | Anmerkungen |
| Jahr | Titel Musiklabel           | IT | DE | AT | CH | Anmerkungen |
| ---- | -------------------------- | --- | --- | --- | --- | ----------- |
| 1981 | Alice / Per Elisa EMI      | IT21 (5 Wo.)IT | DE16 (26 Wo.)DE | — | — |             |
| 1981 | Capo Nord EMI              | — | — | AT17 (2 Wo.)AT | — |             |
| 1982 | Azimut EMI                 | IT15 (8 Wo.)IT | DE48 (5 Wo.)DE | — | — |             |
| 1983 | Falsi allarmi EMI          | IT18 (5 Wo.)IT | DE49 (3 Wo.)DE | — | — |             |
| 1985 | Gioielli rubati EMI        | IT19 (2 Wo.)IT | DE42 (15 Wo.)DE | AT12 (28 Wo.)AT | CH13 (11 Wo.)CH |             |
| 1987 | Park Hotel EMI             | — | DE34 (14 Wo.)DE | AT24 (4 Wo.)AT | CH21 (5 Wo.)CH |             |
| 1988 | Elisir EMI                 | — | DE54 (6 Wo.)DE | — | — |             |
| 1989 | Il sole nella pioggia EMI  | IT15 (6 Wo.)IT | — | — | — |             |
| 1995 | Charade WEA                | IT33 (1 Wo.)IT | — | — | — |             |
| 1998 | Exit WEA                   | IT25 (2 Wo.)IT | — | — | — |             |
| 2000 | Personal Juke Box WEA      | IT37 (2 Wo.)IT | — | — | — |             |
| 2003 | Viaggio in Italia Nun/Edel | IT28 (4 Wo.)IT | — | — | — |             |
| 2012 | Samsara Arecibo            | IT10 (6 Wo.)IT | — | — | — |             |
| 2014 | Weekend Arecibo            | IT19 (4 Wo.)IT | — | — | — |             |
| 2022 | Eri con me Arecibo         | IT11 (5 Wo.)IT | — | — | CH50 (1 Wo.)CH |             |

grau schraffiert: keine Chartdaten aus diesem Jahr verfügbar
Weitere Studioalben
- 1975: La mia poca grande età (als Alice Visconti)
- 1978: Cosa resta… un fiore (als Alice Visconti)
- 1988: Mélodie passagère
- 1992: Mezzogiorno sulle Alpi
- 1999: God Is My DJ

### Livealben
| Jahr | Titel Musiklabel                                       | Höchstplatzierung, Gesamtwochen, AuszeichnungChartsChartplatzierungen (Jahr, Titel, Musiklabel, Platzierungen, Wochen, Auszeichnungen, Anmerkungen) | Anmerkungen                                                    |
| Jahr | Titel Musiklabel                                       | IT | Anmerkungen                                                    |
| ---- | ------------------------------------------------------ | --- | -------------------------------------------------------------- |
| 2009 | Lungo la strada Live EMI                               | IT34 (6 Wo.)IT |                                                                |
| 2013 | Del suo veloce volo – Live / Arena di Verona Universal | IT7 (15 Wo.)IT | Antony / Battiato feat. Alice mit Filarmonica Arturo Toscanini |
| 2016 | Live in Roma Universal                                 | IT8 (13 Wo.)IT | Battiato und Alice + Ensemble Symphony Orchestra               |

### Kompilationen (Auswahl)
| Jahr | Titel Musiklabel            | Höchstplatzierung, Gesamtwochen, AuszeichnungChartsChartplatzierungen (Jahr, Titel, Musiklabel, Platzierungen, Wochen, Auszeichnungen, Anmerkungen) | Anmerkungen |
| Jahr | Titel Musiklabel            | IT | Anmerkungen |
| ---- | --------------------------- | --- | ----------- |
| 2011 | The Platinum Collection EMI | IT73 (1 Wo.)IT |             |

### Singles
| Jahr | Titel Album                                   | Höchstplatzierung, Gesamtwochen, AuszeichnungChartplatzierungen (Jahr, Titel, Album, Platzierungen, Wochen, Auszeichnungen, Anmerkungen) | Höchstplatzierung, Gesamtwochen, AuszeichnungChartplatzierungen (Jahr, Titel, Album, Platzierungen, Wochen, Auszeichnungen, Anmerkungen) | Höchstplatzierung, Gesamtwochen, AuszeichnungChartplatzierungen (Jahr, Titel, Album, Platzierungen, Wochen, Auszeichnungen, Anmerkungen) | Höchstplatzierung, Gesamtwochen, AuszeichnungChartplatzierungen (Jahr, Titel, Album, Platzierungen, Wochen, Auszeichnungen, Anmerkungen) | Anmerkungen                                         |
| Jahr | Titel Album                                   | IT | DE | AT | CH | Anmerkungen                                         |
| ---- | --------------------------------------------- | --- | --- | --- | --- | --------------------------------------------------- |
| 1980 | Il vento caldo dell’estate Capo Nord          | IT8 (12 Wo.)IT | — | — | — | B-Seite: Sera                                       |
| 1981 | Per Elisa Alice / Per Elisa                   | IT1 (14 Wo.)IT | DE17 (19 Wo.)DE | AT4 (14 Wo.)AT | CH5 (7 Wo.)CH | B-Seite: Bael                                       |
| 1982 | Una notte speciale Alice / Per Elisa          | — | DE7 (28 Wo.)DE | — | — | B-Seite: Senza cornice                              |
| 1982 | Messaggio Azimut                              | IT6 (19 Wo.)IT | DE24 (17 Wo.)DE | — | — | B-Seite: La mano                                    |
| 1983 | A cosa pensano Azimut                         | — | DE74 (1 Wo.)DE | — | CH11 (3 Wo.)CH | B-Seite: Principessa                                |
| 1983 | Chan-son égocentrique Azimut                  | IT23 (2 Wo.)IT | — | — | — | B-Seite: Azimut                                     |
| 1983 | Il profumo del silenzio Falsi allarmi         | IT16 (7 Wo.)IT | — | — | — | B-Seite: Solo un’idea                               |
| 1984 | Zu nah am Feuer Tabu                          | — | DE13 (18 Wo.)DE | AT1 (14 Wo.)AT | CH1 (12 Wo.)CH | mit Stefan Waggershausen B-Seite: Leider nur Liebe  |
| 1984 | I treni di Tozeur –                           | IT3 (17 Wo.)IT | — | — | CH18 (6 Wo.)CH | mit Franco Battiato B-Seite: Le biciclette di Forlì |
| 1985 | Summer on a Solitary Beach Gioielli rubati    | — | DE61 (2 Wo.)DE | — | — | B-Seite: Mal d’Africa                               |
| 1985 | Prospettiva Nevski Gioielli rubati            | IT20 (3 Wo.)IT | — | AT15 (16 Wo.)AT | — | B-Seite: Mal d’Africa oder Luna Indiana             |
| 1987 | Nomadi Park Hotel                             | — | DE61 (6 Wo.)DE | — | — | B-Seite: Segni nel cielo                            |
| 2000 | Il giorno dell’indipendenza Personal Juke Box | IT28 (1 Wo.)IT | — | — | — |                                                     |

Weitere Singles
- 1972: Il mio cuore se ne va / Un giorno nuovo (als Carla Bissi)
- 1972: La festa mia / Fai tutto tu (als Carla Bissi)
- 1973: Il giorno dopo / Vivere un po’ morire un po’ (als Carla Bissi)
- 1975: Io voglio vivere / Sempre tu sempre di più (als Alice Visconti)
- 1976: Piccola anima / Mondo a matita (als Alice Visconti)
- 1977: Un’isola / Alberi (als Alice Visconti)
- 1978: E respiro / Un fiore (als Alice Visconti)
- 1983: Carthago / Una sera di Novembre
- 1986: Conoscersi / Volo di notte
- 1987: The Fool on the Hill / Il vento caldo dell’estate
- 1989: Visioni / Il sole nella pioggia
- 1992: In viaggio sul tuo viso
- 1995: Non ero mai sola
- 1995: Dammi la mano amore
- 1998: Open Your Eyes (mit Skye)
- 1998: I Am a Taxi
- 2004: Come un sigillo
- 2012: Nata ieri
- 2012: Orientamento
- 2014: Tante belle cose (feat. Paolo Fresu)

## Belege
1. ↑  Goldene Europa. In: ARD. 17. November 1987, archiviert vom Original am 1. Dezember 2017; abgerufen am 5. November 2024.
2. 1 2 3  Chartquellen (Alben):
  - Guido Racca & Chartitalia: Top 100 FIMI Album. Lulu, 2013, S. 67.
  - Alben von Alice. In: Italiancharts.com. Hung Medien, archiviert vom Original (nicht mehr online verfügbar) am 1. Dezember 2017; abgerufen am 18. November 2017 (IT).
  - Alice. In: Offizielle deutsche Charts. GfK Entertainment, abgerufen am 18. November 2017 (DE).
  - Alben von Alice. In: Austriancharts.at. Hung Medien, abgerufen am 18. November 2017 (AT).
  - Alben von Alice. In: Hitparade.ch. Hung Medien, abgerufen am 18. November 2017 (CH).
3. ↑  Chartquellen (Singles):
  - Alice. In: Offizielle deutsche Charts. GfK Entertainment, abgerufen am 18. November 2017 (DE).
  - Songs von Alice. In: Austriancharts.at. Hung Medien, abgerufen am 18. November 2017 (AT).
  - Songs von Alice. In: Hitparade.ch. Hung Medien, abgerufen am 18. November 2017 (CH).

| Personendaten    | Personendaten                                               |
| ---------------- | ----------------------------------------------------------- |
| NAME             | Alice                                                       |
| ALTERNATIVNAMEN  | Bissi, Carla (wirklicher Name); Visconti, Alice (Pseudonym) |
| KURZBESCHREIBUNG | italienische Popsängerin                                    |
| GEBURTSDATUM     | 26. September 1954                                          |
| GEBURTSORT       | Forlì, Italien                                              |